# 關兆昌
關兆昌（Charles Kwan，1963年9月3日—）是香港近年來最成功的房車車手。他在1993年以一輛德國房車錦標賽的寶馬M3賽車勝出了澳門東望洋大賽，成為最後一位勝出這項國際賽事的香港人。而在此後的2年(1994 - 1995)關兆昌更以廠隊車手身份，代表BMW Team Schnitzer車隊參賽。
他亦五次獲得東南亞地區房車挑戰賽(South East Asia Touring Car Zone Challenge)總冠軍。
2003年度首屆保時捷卡雷拉盃亞洲(Porsche Carrera Cup Asia)全年總冠軍。

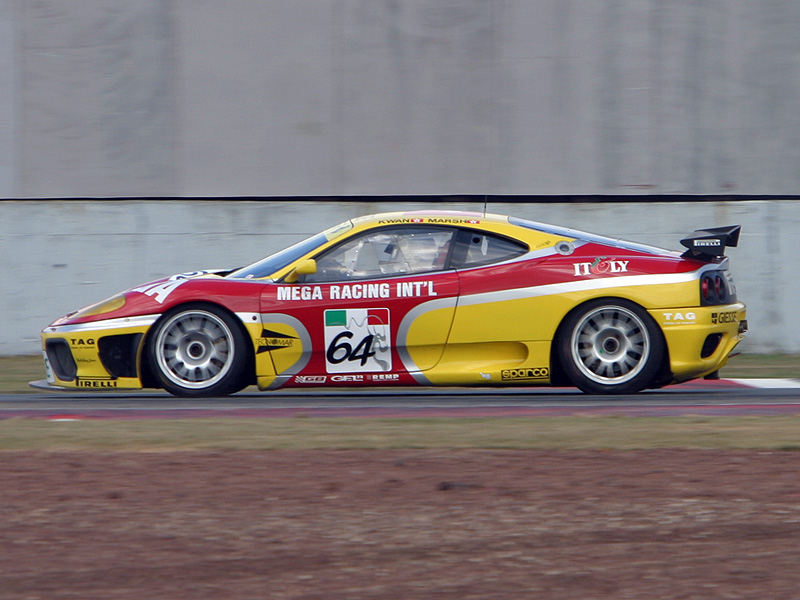
關兆昌及馬依思的法拉利360。

2004年度參加在珠海國際賽車場舉行的國際汽車聯盟GT錦標賽，跟駐港英籍車手馬依思合作，駕駛法拉利360 GT，結果獲得N-GT組別第四名。
2004年11月21日，參加澳門站保時捷卡雷拉盃亞洲賽，獲得季軍及創下最快單圈時間之後正式退休。
2006年一月宣布復出，聯合英裔香港車手馬依思和加拿大回流車手歐陽若曦組成香港勒芒車隊駕駛掛上特區區旗的保時捷996 GT3 RSR戰車，並以參戰勒芒為目標。
2017年12月20日，關兆昌、李英健、歐陽若曦、方駿宇及唐偉楓，齊集亞洲鳳凰車隊記者會，宣布四代同堂組成香港最強陣容，在2018年1月駕駛奧迪新戰車挑戰迪拜24小時耐力賽。 5名頂尖香港車手組成的車隊，在1月13日在杜拜24小時耐力賽，GT4組別排第一，可惜因為犯規失落冠軍，屈居第2。

## 家庭
關兆昌祖父為已故「戲院大王」關家餘，曾創建金陵、金華及金國等戲院，父親關志成及大伯關志堅則於1967年曾購入鑽石山片場，一手捧紅胡楓、鄧碧雲等藝人。其家族亦在三藩市經營房地產和曾代理雪糕店。關兆昌尚有一位兄長關兆輝。關兆輝曾經與1993年港姐季軍余少寶結婚，不過兩人在2012年後離婚。
2005年1月21日，關兆昌與太太陳瑞琪在香港洲際酒店舉行婚宴，筵開六十席，出席嘉賓有黎明、雷頌德、陳百祥夫婦等，而雲大棉大兒子雲維熹透露一對新人早前已經註冊，當天是補辦喜宴。 